# Klaus Baumgartner
Klaus Baumgartner (Herzogenbuchsee, 21 december 1937 – 10 december 2015) was een Zwitsers politicus.
Baumgartner volgde een opleiding tot koopman, maar studeerde hierna economie en sociologie. Van 1974 tot 1988 was hij secretaris van het Bundesamt voor Volkshuisvesting. Hij was lid van de Sociaaldemocratische Partij van Zwitserland (SP) en was van 1977 tot 1988 wethouder voor die partij. In 1987 was hij voorzitter van de Raad van Wethouders. Van 1989 tot 1992 was hij lid van de gemeenteraad.
Baumgartner werd in 1993 gekozen tot stadspresident van Bern. Hij bleef stadspresident tot 2004, toen hij werd opgevolgd door partijgenoot Alexander Tschäppät.
Baumgartner was ook lid van de vakbond Schweizerischer Verband des Personals öffenlicher Dienste (VPOD), onderdeel van de vakbond Schweizerische Gewerkschafsbund.